# Oriol Vidal
Oriol Vidal Montijano (5 de mayo de 1994, Llambillas, Gironés) más conocido como Oriol Vidal es un piloto de rallies y ciclista español especializado en rally raid en autos, campeón en una ocasión del trofeo de copilotos de T4 en el Campeonato Mundial de Rally Raid.

## Carrera Deportiva
Es piloto y copiloto de rally raid, especialista de enduro, participando en el Rally de Terra Vidreres-Maçanet de la Selva, logrando el cuarto puesto.
Empezó a participar en el Rally Dakar en la edición de 2019, con la escudería Can-Am, quedando en la posición número 22.
En 2023 cambio de compañero de rallies, siendo copiloto de Rokas Baciuška ganó sus primeras etapa en la competición, y fue subcampeón del Rally Dakar de 2023, siendo compañeros del Campeonato Mundial de Rally Raid, consagrándose campeón del torneo de pilotos y copilotos de la clase SSVs. 
En 2024 ganó su segundo torneo del Campeonato Mundial de Rally Raid en la categoría challenger, con 3 etapas ganadas y con una diferencia de 7 minutos y 44 segundos sobre Armindo Araújo, se consagró campeón del Rally de Portugal en challenger.
Anunció su retiro del rally raid por problemas de espalda, cambiando de deporte al ciclismo.

## Palmarés
| Año     | Título                           | Categoría       |
| ------- | -------------------------------- | --------------- |
| 2022    | Rally de Marruecos               | T4 / SSVs       |
| 2023    | Abu Dhabi Desert Challenge       | T4 / SSVs       |
| 2023    | Sonora Rally                     | T4 / SSVs       |
| 2023    | Campeonato Mundial de Rally Raid | T4 / SSVs       |
| 2024    | BP Ultimate Rally-Raid Portugal  | T3 / Challenger |
| Fuente: |                                  |                 |

## Resultados

### Rally Dakar
| Año     | Categoría  | Vehículo | Piloto         | Posición | Etapas |
| ------- | ---------- | -------- | -------------- | -------- | ------ |
| 2019    | Coches     | Can-Am   | Adrian Santos  | 22.º     | -      |
| 2021    | P. Ligeros | Can-Am   | Saleh Al-Saif  | Ret.     | -      |
| 2022    | P. Ligeros | Can-Am   | Saleh Al-Saif  | Ret.     | -      |
| 2023    | SSVs       | Can-Am   | Rokas Baciuška | 2.º      | 3      |
| 2024    | Challenger | Can-Am   | Rokas Baciuška | 3.º      | -      |
| Fuente: |            |          |                |          |        |

### Campeonato de Oriente Medio de Rally
| Año     | Equipo        | Automóvl           | 1     | 2   | 3   | 4   | 5   | Pos. | Puntos |
| ------- | ------------- | ------------------ | ----- | --- | --- | --- | --- | ---- | ------ |
| 2021    | Can-Am Racing | Can-Am Maverick X3 | QAT 7 | JOR | LIB | CYP | OMA | 18.º | 15     |
| Fuente: |               |                    |       |     |     |     |     |      |        |

### Campeonato Mundial de Rally Raid (FIA)
| Año     | Clase      | Vehículo | Posición | Puntaje | Victorias              |
| ------- | ---------- | -------- | -------- | ------- | ---------------------- |
| 2022    | SSVs / T4  | Can-Am   | 5.º      | 69      | 1 (Marruecos)          |
| 2023    | SSVs / T4  | Can-Am   | 1.º      | 189     | 2 (Abu Dhabi y Sonora) |
| 2024    | Challenger | Can-Am   | 2.º      | 160     | 1 (Portugal)           |
| Fuente: |            |          |          |         |                        |